# Jilm v Perninku
Jilm v Perninku je památný strom v krušnohorské obci Pernink v okrese Karlovy Vary v Karlovarském kraji. Nízký solitérní stromek jilm horský (Ulmus glabra) roste ve veřejném parku, v bývalé církevní zahradě, u silnice do Horní Blatné. Jedná se o převislou formu jilmu, který má vzhled větší bonsaje. Díky této formě a početným boulím na kmeni vyvolává dojem velmi starého stromu. Nízký kmen má měřený obvod 137 cm. Deštníkovitá koruna tvořená dvěma silnými a pokroucenými větvemi sahá do výšky 3,5 m (měření 2014). Strom je nejmenším památným stromem Karlovarského kraje.
Strom je chráněn od roku 2008 jako esteticky zajímavý strom s významným habitem a jako součást kulturní památky.

## Stromy v okolí
- Vetešníkův jasan v Perninku